# Brandon Boyd
Brandon Charles Boyd (* 15. února 1976 Van Nuys, Kalifornie) je americký hudebník a zpěvák americké rockové skupiny Incubus.

## Mládí
V roce 1994 absolvoval Calabasas High School a dva roky navštěvoval Moorpark College, než se přidal ke skupině Incubus. Vyrůstal v kalifornském Calabasasu. Jeho matka Priscilla a otec Charles měli zkušenosti v zábavním průmyslu. Jeho otec dříve působil jako reklamní postava Marlboro Man, a proto chtěl být již od dětství umělcem.
Dvakrát si zlomil nos. Jednou ho někdo trefil vajíčkem do obličeje a podruhé ho během vystoupení zasáhla kytara Dirka Lance. Zranění si nechal zahojit bez operace. Časem se mu zhoršovalo dýchání. Operaci podstoupil až v prosinci 2019.

## Kariéra

### Incubus
Během začátků hrál na didgeridoo a djembe.
Kapela začala vystupovat v roce 1996. Jeho hlas byl přirovnáván k Miku Pattonovi ze skupiny Faith No More. Ten byl jeho hudební vzor. První dvě desky Enjoy Incubus a S.C.I.E.N.C.E. neměly velký ohlas.

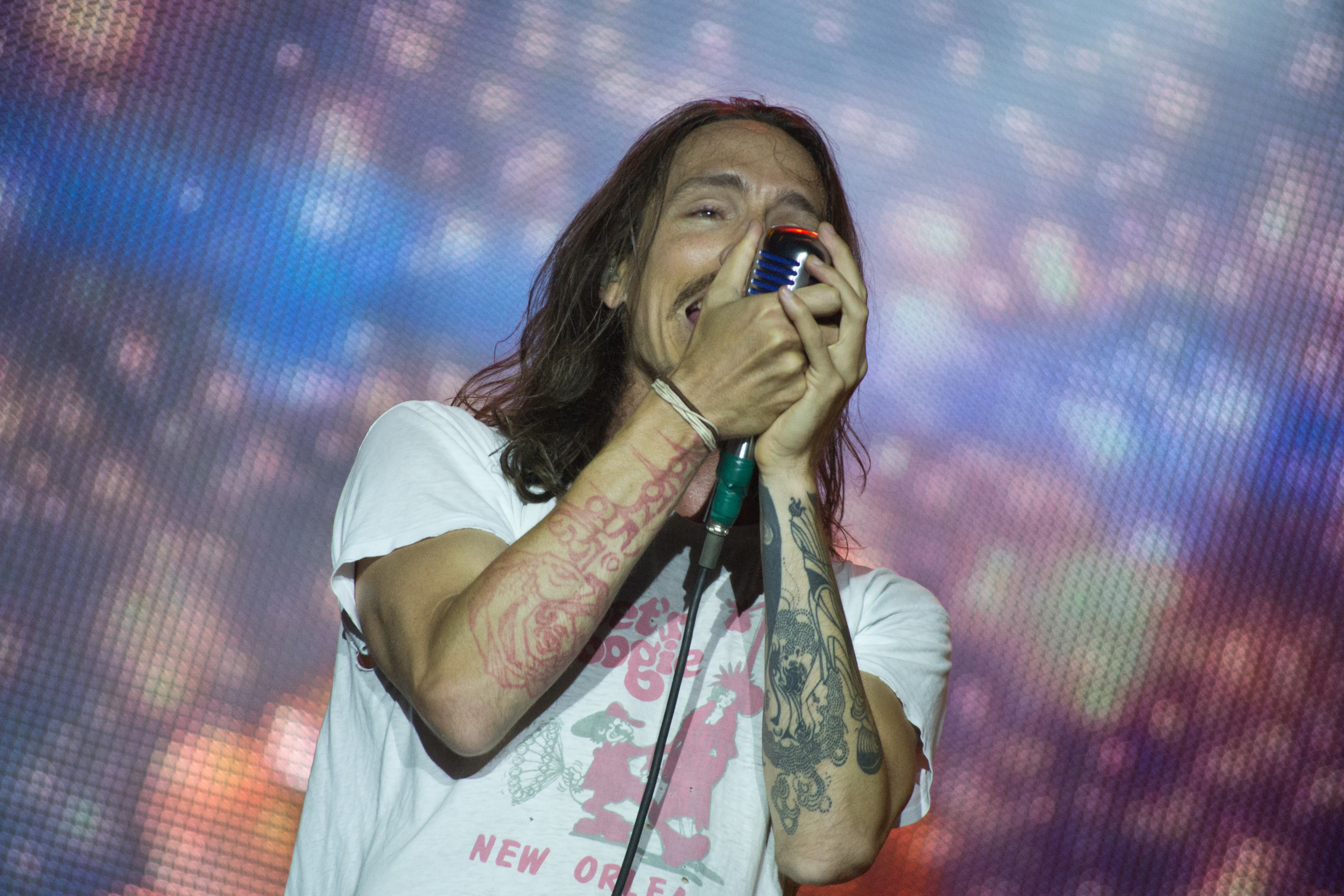
Brandon Boyd v roce 2012

Následující desky Make Yourself a Morning View byly naopak komerčně úspěšné. Album A Crow Left of the Murder... z roku 2004 bylo nominováno na cenu Grammy. Dne 28. listopadu 2006 skupina vydala album Light Grenades. V červnu 2009 vydali album největších hitů Monuments and Melodies. 

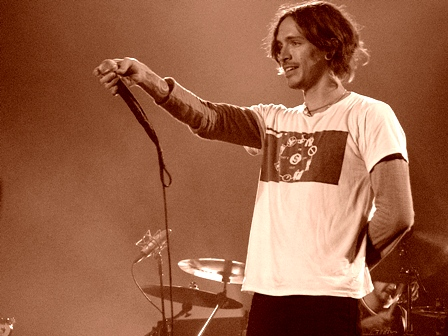
Brandon Boyd v roce 2004

V roce 2011 dokončili své sedmé studiové album If Not Now, When?, které vyšlo 12. července 2011. Bylo to jejich poslední vydání pod hlavičkou Sony. O čtyři roky později vydali své první EP Trust Fall a o dva roky později spolupracovali se Skrillexem.